# آیزاک سی سینگلتون جر
آیزاک سی سینگلتون جر (انگلیسی: Isaac C. Singleton Jr.؛ زادهٔ ) یک هنرپیشه، و صدا پیشه اهل ایالات متحده آمریکا است. وی از سال ۱۹۹۷ میلادی تاکنون مشغول فعالیت بوده‌است.